# Albany (Georgia)
Albany ist eine Stadt und zudem der County Seat des Dougherty County im US-Bundesstaat Georgia mit 69.647 Einwohnern (Stand: Volkszählung 2020).

## Geographie
Die Stadt hat eine Fläche von 144,7 km², wovon 143,7 km² auf Land und 0,9 km² (= 0,59 %) auf Gewässer entfallen. Albany liegt in einem Gürtel von Farmland am Ufer des Flint Rivers.
Albany ist der Mittelpunkt der Metropolregion Albany mit rund 157.000 Einwohnern.

### Klima
Das Klima ist durch heißfeuchte Sommer und milden bis leicht kühlen Wintern charakterisiert. Gemäß der Klimaklassifikation nach Köppen und Geiger befindet sich die Region um Albany im Ostseitenklima, welches mit „Cfa“ abgekürzt wird. In Albany fällt deutlich mehr Niederschlag als im Bundesdurchschnitt. Unter anderem gibt es im Schnitt 86 Gewittertage im Jahr, dies sind mehr als doppelt so viele wie bundesweit.

## Geschichte
Die Bürgerrechtsbewegung gegen Segregation blitzte in den 1960er-Jahren auch in Albany auf, blieb aber aufgrund der Gegenstrategie der Polizei unter Führung von Laurie Pritchett eher erfolglos. Heute sind mehr als zwei Drittel der Bevölkerung Afroamerikaner.
Von 1973 bis 1986 war James H. Gray Bürgermeister der Stadt. Nach dem langjährigen Besitzer des Albany Herald ist heute das Albany James H. Gray Civic Center benannt.

## Demographische Daten
Laut der Volkszählung von 2010 verteilten sich die damaligen 77.434 Einwohner auf 29.781 bewohnte Haushalte, was einen Schnitt von 2,46 Personen pro Haushalt ergibt. Insgesamt bestehen 33.436 Haushalte.
62,2 % der Haushalte waren Familienhaushalte (bestehend aus verheirateten Paaren mit oder ohne Nachkommen bzw. einem Elternteil mit Nachkomme) mit einer durchschnittlichen Größe von 3,11 Personen. In 34,9 % aller Haushalte lebten Kinder unter 18 Jahren sowie in 22,1 % aller Haushalte Personen mit mindestens 65 Jahren.
30,9 % der Bevölkerung waren jünger als 20 Jahre, 29,3 % waren 20 bis 39 Jahre alt, 23,6 % waren 40 bis 59 Jahre alt und 16,1 % waren mindestens 60 Jahre alt. Das mittlere Alter betrug 31 Jahre. 46,1 % der Bevölkerung waren männlich und 53,9 % weiblich.
25,2 % der Bevölkerung bezeichneten sich als Weiße, 71,6 % als Afroamerikaner, 0,2 % als Indianer und 0,8 % als Asian Americans. 1,0 % gaben die Angehörigkeit zu einer anderen Ethnie und 1,1 % zu mehreren Ethnien an. 2,1 % der Bevölkerung bestand aus Hispanics oder Latinos.
Das durchschnittliche Jahreseinkommen pro Haushalt lag bei 31.263 USD, dabei lebten 33,2 % der Bevölkerung unter der Armutsgrenze.

## Politik
Der Bürgermeister und sechs Stadträte werden auf vier Jahre gewählt. Zusätzlich gibt es einen ernannten Stadtdirektor, welcher der Verwaltung vorsteht. Die City wird seit dem 14. Januar 1924 auf diese Weise verwaltet.

## Kultur und Sehenswürdigkeiten
Die Stadt verfügt über eine Reihe in das National Register of Historic Places eingetragene Objekte. Dazu gehören:
- Albany District Pecan Growers' Exchange
- Albany Housefurnishing Company
- Albany Municipal Auditorium
- Albany Railroad Depot Historic District
- Bridge House (Albany, Georgia)
- Carnegie Library of Albany
- Davis-Exchange Bank Building
- John A. Davis House
- Lustron-Haus in 1200 Fifth Avenue
- Lustron House in 711 Ninth Avenue
- Mount Zion Baptist Church
- New Albany Hotel
- Old St. Teresa's Catholic Church
- Rosenberg Brothers Department Store
- Samuel Farkas House
- St. Nicholas Hotel
- Tift Park
- U.S. Post Office and Courthouse
- Union Depot (Albany, Georgia)
- W. E. Smith House

### Sport
Albany war der Heimatort der ehemaligen Baseballmannschaften Albany Polecats und South Georgia Peanuts sowie der Footballmannschaften Albany Panthers und South Georgia Wildcats.

## Wirtschaft und Infrastruktur
In Albany ist jeweils eine Brauerei von MillerCoors sowie von der Miller Brewing Company beheimatet.

### Verkehr

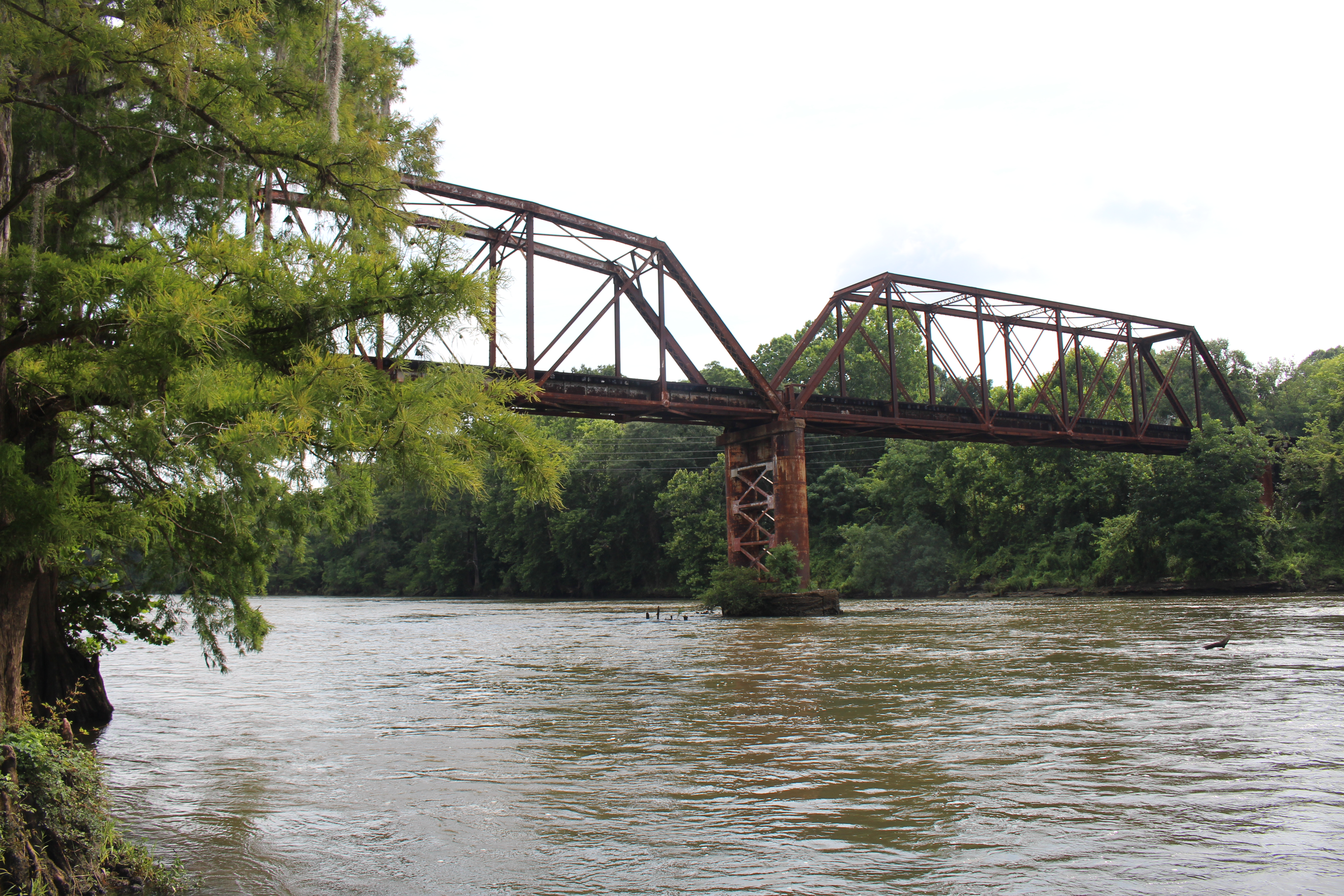
Eisenbahnbrücke über den Flint River

Am 25. Dezember 1847 wurde die Savannah and Albany Railroad gegründet, die ursprünglich Savannah mit Albany verbinden sollte. Die Gesellschaft wurde 1853 in Savannah, Albany and Gulf Railroad (SA&G) umbenannt und eröffnete 1858 eine Bahnstrecke von Savannah nach Screven, die Pläne zum Weiterbau nach Albany wurden jedoch nicht verwirklicht. Erstmaligen Eisenbahnanschluss erhielt die Stadt schließlich 1869 durch die Atlantic and Gulf Railroad, die Teil des Plant Systems war. Heute wird der Schienengüterverkehr über die Unternehmen Georgia Southwestern Railroad, Georgia and Florida Railway und Norfolk Southern Railway abgewickelt. Einen Anschluss an den Schienenpersonenverkehr besitzt Albany derzeit nicht.
Albany wird von den U.S. Highways 19 und 82 sowie von den Georgia State Routes 3, 62, 91, 133, 234, 300 und 520 durchquert.
Der Flughafen Albanys ist der Southwest Georgia Regional Airport im Südwesten der Stadt.

### Medien
In Albany steht eine Radiostation von Georgia Public Broadcasting. Der Albany Herald ist die Tageszeitung der Stadt.

### Bildung
- Albany State University

## Söhne und Töchter der Stadt

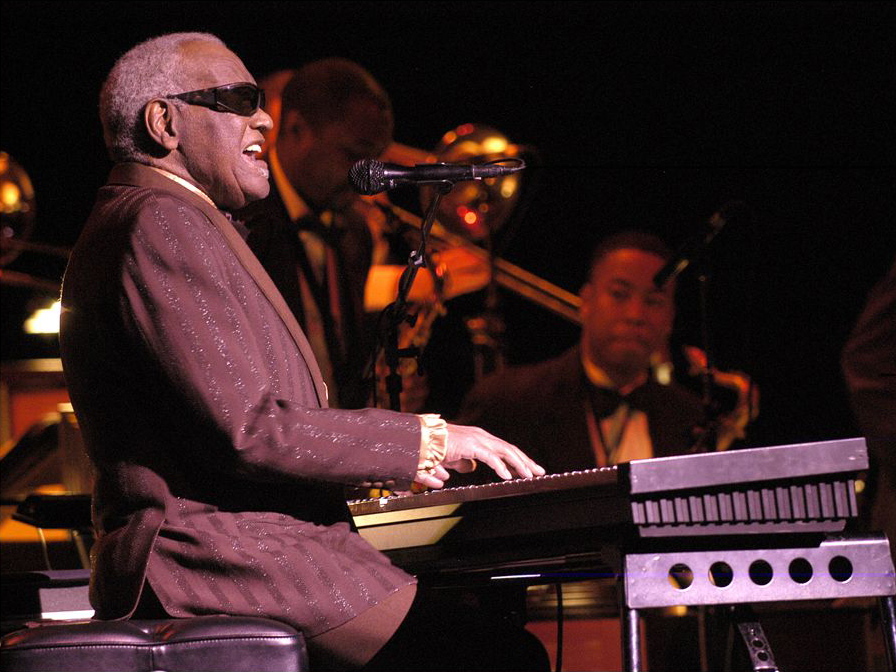
Ray Charles

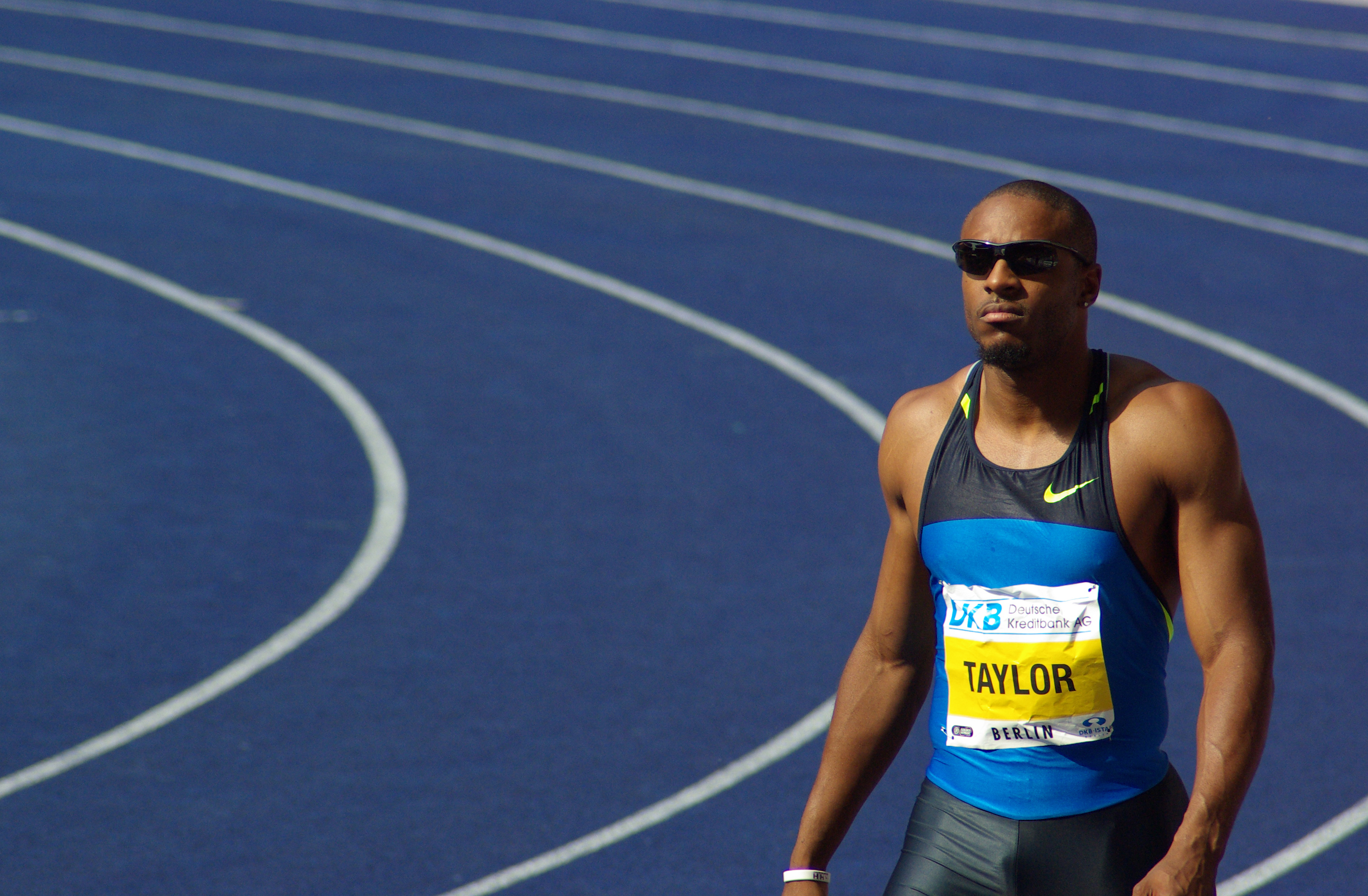
Angelo Taylor

- Robert Wyche Davis (1849–1929), Politiker
- Wallingford Riegger (1885–1961), Komponist
- William L. Dawson (1886–1970), Politiker
- Clarence I. Lubin (1900–1989), Mathematiker
- Harry James (1916–1983), Jazz-Trompeter und Bandleader
- Alice Coachman (1923–2014), Leichtathletin
- Jeanne L. Noble (1926–2002), römisch-katholische Theologin
- Ray Charles (1930–2004), Sänger
- Paul Preuss (* 1942), Science-Fiction-Autor
- Bobby L. Rush (* 1946), Politiker
- Jo Marie Payton (* 1950), Schauspielerin
- Thomas J. Hennen (* 1952), Astronaut
- Mark F. Taylor (* 1957), Politiker
- Amelia Marshall (* 1958), Schauspielerin
- Russell Malone (1963–2024), Jazzgitarrist
- Gerald Brom (* 1965), Gothic- und Fantasy-Künstler und Illustrator
- Chann McRae (* 1971), Radrennfahrer
- Angelo Taylor (* 1978), Leichtathlet
- Deion Branch (* 1979), American-Football-Spieler
- Iris Smith (* 1979), Ringerin
- Torvoris Baker (* 1983), Basketballspieler
- Kylie Sonique Love (* 1983), Dragqueen, Sängerin und Tänzerin
- Ricardo Lockette (* 1986), American-Football-Spieler